# Амаліада
Амаліада (грец. Αμαλιάδα) — місто у Греції на півострові Пелопоннес, більшу частину якого займає місто Амаліас.

## Історія
Місто розташоване неподалік від археологічних розкопок міста-держави Еліда, на території якого проводилися олімпійські ігри древності. Амаліада лежить на віддалі 20 км від найбільшого міста Еліди Піргоса та 291 км від Афін. До узбережжя Іонічного моря — 5 км.
Свою назву місто отримало від цариці Амалії у 1830 коли злилися докупи громади Каліца та Дарвіцелепі, утворивши Амаліас.

## Населення
| Рік  | Населення | Місто  | Муніципалітет |
| ---- | --------- | ------ | ------------- |
| 1981 | 15,248    | -      | -             |
| 1991 | 15,232    | -      | 26,588        |
| 2001 | 18,261    | 20,030 | 32,090        |